# Цветущие ветки миндаля
«Цветущие ветки миндаля» (нидерл. Amandelbloesem) — картина нидерландского живописца Винсента ван Гога, написанная им в Сен-Реми-де-Прованс в 1890 году. Является одной из нескольких картин, написанных Ван Гогом в 1888 и 1890 годах в Арле и Сен-Реми, на юге Франции, с изображением цветущих миндальных деревьев. Цветущие деревья были особенными для Ван Гога. Они олицетворяли пробуждение и надежду. Он наслаждался ими с эстетической точки зрения и находил радость в рисовании цветущих деревьев. В работах отразилось влияние импрессионизма, дивизионизма и японской ксилографии. Картина «Цветущие ветки миндаля» была написана в честь рождения его племянника и тезки, сына его брата Тео и невестки Йоханны.

## Происхождение
31 января 1890 года Тео ван Гог написал Винсенту о рождении сына, которого назвали Винсент Виллем в честь дяди. Винсент ван Гог сразу же принялся за работу над картиной, которую намеревался подарить своему младшему брату. По замыслу Винсента полотно должно было висеть над постелью супругов и символизировать начало новой жизни. Этим обоснован выбор сюжета полотна — ветки миндаля начинают цвести очень рано и являются предвестниками весны.
Уже в Арле, куда он приехал в марте 1888 года, ван Гог был очарован фруктовыми садами с абрикосами, персиками и сливами в цвету. Цветущие деревья неоднократно появляются на картинах художника. Однако композиция «Цветущих веток миндаля» необычна для творчества ван Гога. Кажется, что ветки плывут на фоне голубого, с оттенками бирюзы, неба, и неясно, то ли зритель видит часть дерева, то ли ветки находятся в вазе, как в более ранних работах. Практически всё пространство картины заполнено ветвями, которые подчёркнуты благодаря тёмным контурам. И в резких контурах, и в расположении веток заметно влияние японской живописи, с которой ван Гог познакомился ещё в Париже.
В настоящее время картина выставлена в музее ван Гога в Амстердаме. Инвентарный номер F 671.

## Галерея

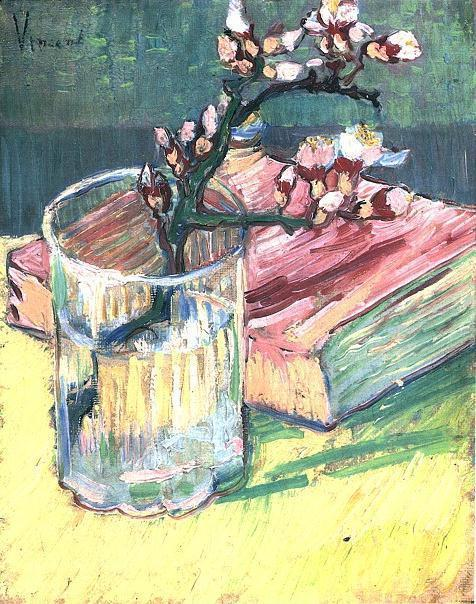
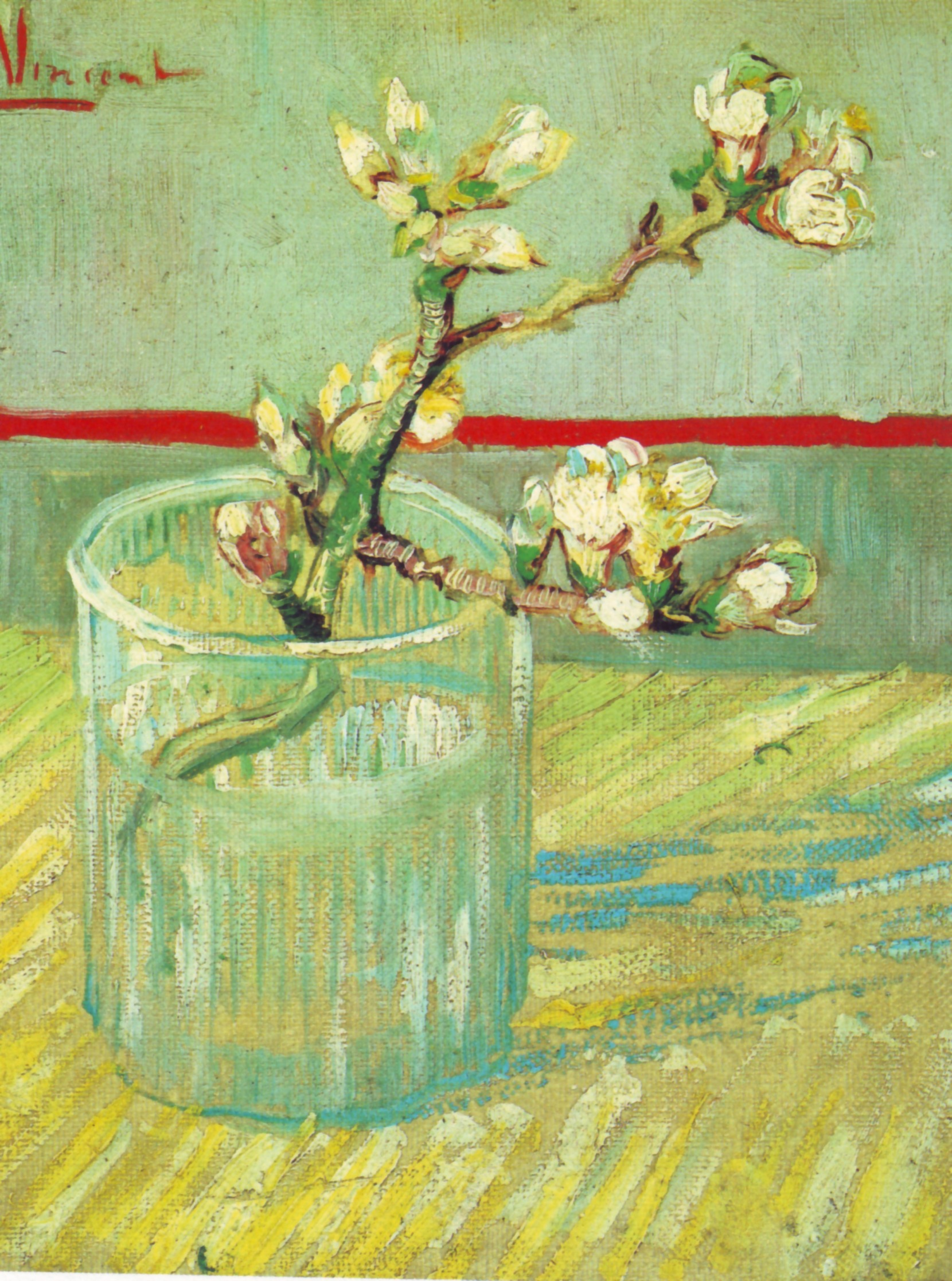